# SDエイバル
SDエイバル（スペイン語: Sociedad Deportiva Eibar, バスク語: Eibar Kirol Elkartea）は、バスク州ギプスコア県エイバルを本拠地とするスペインのサッカークラブ。2024-25シーズンはセグンダ・ディビシオン所属。
1940年11月30日創設。クラレット（ワイン色/濃赤紫色）と青色のシャツ、青色のパンツを着用する。8,164人収容のエスタディオ・ムニシパル・デ・イプルーアをホームスタジアムとしている。SDウエスカがプリメーラ・ディビシオンに昇格するまでは、プリメーラ最小規模のクラブだった。
また、エイバルはサッカークラブでは唯一、UNE-EN-ISO 9001 (品質管理システム) を持つクラブでもある。

## 歴史
1940年11月30日、デポルティーボ・ガジョとウニオン・デポルティーバ・エイバレーサが合併し、エイバルFC(Eibar Fútbol Club)が創設された。その後名称がSDエイバル(Sociedad Deportiva Eibar)に変更された。1943-44シーズンにフルタイムのサッカークラブとして再編成された。1950年にリーガ・エスパニョーラ（全国選手権）のテルセーラ・ディビシオン（当時3部相当）に昇格し、3シーズン後の1953年にセグンダ・ディビシオン（2部）に昇格した。5シーズン後にテルセーラ・ディビシオンに降格すると、その後の28シーズンのうち25シーズンをテルセーラ・ディビシオンで過ごした。1977年にはセグンダ・ディビシオンB（現3部相当）が創設された。1988年、再びセグンダ・ディビシオンに昇格した。
2005-06シーズン終了後にセグンダ・ディビシオンBに降格したが、すぐにセグンダ・ディビシオンBで優勝し、昇格プレーオフではCEルスピタレートやラージョ・バジェカーノに勝利して1シーズンでのセグンダ・ディビシオン返り咲きを決めた。2012-13シーズンのコパ・デル・レイ・ラウンド32では同じバスク州に本拠地を置くアスレティック・ビルバオと対戦し、ホームでは0-0、エスタディオ・サン・マメスで1-1と引き分け、アウェーゴール差で勝ち上がりを決めた。貴重な得点を決めたのはアスレティックの下部組織出身のミケル・アルアバレーナであり、指揮を執っていたのはガイスカ・ガリターノ監督である。同シーズンのリーグ戦ではセグンダ・ディビシオンBのグループ2を2位で終え、昇格プレーオフではCDアルコジャーノ、レアル・オビエド、ルスピタレートを破ってセグンダ・ディビシオン昇格を決めた。
そして2013-14シーズンはセグンダ・ディビシオンで優勝し、クラブ史上初のプリメーラ・ディビシオン昇格を決めた。
2014-15シーズンは18位に終わり降格であったが、13位のエルチェCFに税金未払いや経営透明性の問題があるとして、スペインプロサッカー機構がセグンダ降格を命じたことでエイバルのプリメーラ残留が決定した。
2015-16シーズンには乾貴士が加入し、2017-18シーズンまで所属（2019-20シーズンに復帰）。同シーズンはラ・リーガ昇格後最高位の9位で終えた。
以降、粘り強い闘いでラ・リーガの座を死守。しかし、2020-21シーズンは2021年に入ってから未勝利の状態が続き、5月16日のバレンシアCF戦に1-4で敗れ、セグンダ降格が決定した。
2024年8月29日、チーム史上3人目の日本人選手となる、橋本拳人の加入が発表された。

## タイトル
- セグンダ・ディビシオン：1回

2013-14
- セグンダ・ディビシオンB : 3回

1987–88, 2006–07, 2010–11
- テルセーラ・ディビシオン : 7回

1950–51, 1952–53, 1961–62, 1962–63, 1966–67, 1981–82, 1985–86

## 過去の成績
| シーズン | ディビジョン | 順位 | コパ・デル・レイ |
| -------- | ------------ | ---- | ---------------- |
| 1940–41  | バスク州1部  | 5位  |                  |
| 1941–42  | バスク州1部  | 7位  |                  |
| 1942–43  | バスク州2部  |      |                  |
| 1943–44  | バスク州2部  |      |                  |
| 1944–45  | バスク州2部  |      |                  |
| 1945–46  | バスク州1部  | 9位  |                  |
| 1946–47  | バスク州2部  | 1位  |                  |
| 1947–48  | バスク州1部  | 5位  |                  |
| 1948–49  | バスク州1部  | 2位  |                  |
| 1949-50  | バスク州1部  | 1位  |                  |
| 1950-51  | テルセーラ   | 1位  |                  |
| 1951-52  | テルセーラ   | 2位  |                  |
| 1952-53  | テルセーラ   | 1位  |                  |
| 1953–54  | セグンダ     | 7位  |                  |
| 1954–55  | セグンダ     | 8位  |                  |
| 1955–56  | セグンダ     | 14位 |                  |
| 1956–57  | セグンダ     | 10位 |                  |
| 1957–58  | セグンダ     | 17位 |                  |
| 1958-59  | テルセーラ   | 2位  |                  |
| 1959-60  | テルセーラ   | 7位  |                  |

| シーズン | ディビジョン | 順位 | コパ・デル・レイ |
| -------- | ------------ | ---- | ---------------- |
| 1960-61  | テルセーラ   | 3位  |                  |
| 1961-62  | テルセーラ   | 1位  |                  |
| 1962-63  | テルセーラ   | 1位  |                  |
| 1963-64  | テルセーラ   | 2位  |                  |
| 1964-65  | テルセーラ   | 2位  |                  |
| 1965-66  | テルセーラ   | 2位  |                  |
| 1966-67  | テルセーラ   | 1位  |                  |
| 1967-68  | テルセーラ   | 2位  |                  |
| 1968-69  | テルセーラ   | 6位  |                  |
| 1969-70  | テルセーラ   | 2位  |                  |
| 1970-71  | テルセーラ   | 7位  | 1回戦敗退        |
| 1971-72  | テルセーラ   | 4位  | 3回戦敗退        |
| 1972-73  | テルセーラ   | 12位 | 2回戦敗退        |
| 1973-74  | テルセーラ   | 2位  | 1回戦敗退        |
| 1974-75  | テルセーラ   | 16位 | 3回戦敗退        |
| 1975-76  | テルセーラ   | 19位 | 1回戦敗退        |
| 1976-77  | バスク州1部  | 5位  |                  |
| 1977-78  | バスク州1部  | 3位  |                  |
| 1978-79  | バスク州1部  | 1位  |                  |
| 1979-80  | テルセーラ   | 4位  | 1回戦敗退        |

| シーズン | ディビジョン | 順位 | コパ・デル・レイ |
| -------- | ------------ | ---- | ---------------- |
| 1980-81  | テルセーラ   | 3位  | 2回戦敗退        |
| 1981-82  | テルセーラ   | 1位  | 2回戦敗退        |
| 1982-83  | テルセーラ   | 2位  | 3回戦敗退        |
| 1983-84  | テルセーラ   | 2位  | 3回戦敗退        |
| 1984-85  | テルセーラ   | 2位  | 2回戦敗退        |
| 1985-86  | テルセーラ   | 1位  | 3回戦敗退        |
| 1986–87  | セグンダB    | 7位  | ベスト16         |
| 1987–88  | セグンダB    | 1位  | 3回戦敗退        |
| 1988–89  | セグンダ     | 16位 | 2回戦敗退        |
| 1989–90  | セグンダ     | 16位 | 1回戦敗退        |
| 1990–91  | セグンダ     | 10位 | 3回戦敗退        |
| 1991–92  | セグンダ     | 12位 | 4回戦敗退        |
| 1992–93  | セグンダ     | 16位 | 3回戦敗退        |
| 1993–94  | セグンダ     | 10位 | 1回戦敗退        |
| 1994–95  | セグンダ     | 5位  | 3回戦敗退        |
| 1995–96  | セグンダ     | 12位 | 2回戦敗退        |
| 1996–97  | セグンダ     | 5位  | 2回戦敗退        |
| 1997–98  | セグンダ     | 10位 | 2回戦敗退        |
| 1998–99  | セグンダ     | 18位 | 1回戦敗退        |
| 1999–00  | セグンダ     | 11位 | 2回戦敗退        |

| シーズン | ディビジョン | 順位 | コパ・デル・レイ |
| -------- | ------------ | ---- | ---------------- |
| 2000–01  | セグンダ     | 15位 | ベスト64         |
| 2001–02  | セグンダ     | 8位  | ベスト64         |
| 2002–03  | セグンダ     | 17位 | ベスト32         |
| 2003–04  | セグンダ     | 10位 | ベスト16         |
| 2004–05  | セグンダ     | 4位  | ベスト64         |
| 2005–06  | セグンダ     | 22位 | 4回戦敗退        |
| 2006–07  | セグンダB    | 1位  | 3回戦敗退        |
| 2007–08  | セグンダ     | 13位 | 3回戦敗退        |
| 2008–09  | セグンダ     | 21位 | 2回戦敗退        |
| 2009–10  | セグンダB    | 2位  | 1回戦敗退        |
| 2010–11  | セグンダB    | 1位  | 1回戦敗退        |
| 2011–12  | セグンダB    | 3位  | 3回戦敗退        |
| 2012–13  | セグンダB    | 2位  | ベスト16         |
| 2013–14  | セグンダ     | 1位  | 3回戦敗退        |
| 2014-15  | プリメーラ   | 18位 | ベスト32         |
| 2015-16  | プリメーラ   | 14位 | ベスト16         |
| 2016-17  | プリメーラ   | 10位 | 準々決勝敗退     |
| 2017-18  | プリメーラ   | 9位  | ベスト32         |
| 2018-19  | プリメーラ   | 12位 | ベスト32         |
| 2019-20  | プリメーラ   | 14位 | ベスト32         |

| シーズン | ディビジョン | 順位 | コパ・デル・レイ |
| -------- | ------------ | ---- | ---------------- |
| 2020-21  | プリメーラ   | 20位 | 3回戦敗退        |
| 2021-22  | セグンダ     | 3位  | ベスト32         |
| 2022-23  | セグンダ     | 5位  | 2回戦敗退        |
| 2023-24  | セグンダ     | 3位  | ベスト32         |
| 2024-25  | セグンダ     |      | 1回戦敗退        |

- 7シーズン - プリメーラ・ディビシオン（1部）
- 30シーズン - セグンダ・ディビシオン（2部）
- 7シーズン - セグンダ・ディビシオンB（現3部相当）
- 28シーズン - テルセーラ・ディビシオン（現4部相当）
- 4シーズン - ディビシオネス・レヒオナレス（現5部以下相当、地域リーグ）

## 現所属メンバー
2025年2月14日現在
注：選手の国籍表記はFIFAの定めた代表資格ルールに基づく。
| No. | Pos. |          | 選手名                       |
| --- | ---- | -------- | ---------------------------- |
| 1   | GK   | スペイン | アレックス・ドミンゲス       |
| 2   | DF   | スペイン | セルヒオ・クベロ             |
| 3   | DF   | スペイン | クリスティアン・グティエレズ |
| 4   | DF   | スペイン | アルバロ・カリージョ         |
| 5   | DF   | スペイン | チェマ・ロドリゲス           |
| 6   | MF   | スペイン | セルヒオ・アルバレス         |
| 7   | FW   | スペイン | シェベル・アルカイン         |
| 8   | MF   | スペイン | ペル・ノラスコアイン         |
| 9   | FW   | スペイン | ジョン・バウティスタ         |
| 10  | MF   | ブラジル | マテウス・ペレイラ           |
| 11  | FW   | スペイン | ホルヘ・パクスアル           |
| 12  | FW   | スペイン | イヴァン・ギル               |
| 13  | GK   | スペイン | ジョンミ・マグナゴイティア   |

| No. | Pos. |          | 選手名                   |
| --- | ---- | -------- | ------------------------ |
| 14  | DF   | スペイン | ホデイ・アリルガ         |
| 15  | DF   | スペイン | アルナウ・コマス         |
| 17  | MF   | スペイン | ホセ・コルパス           |
| 18  | MF   | スペイン | マルティン・メルケランス |
| 19  | MF   | スペイン | トニ・ビジャ             |
| 20  | FW   | スペイン | アントニオ・プエルタス   |
| 21  | FW   | スペイン | ヨン・グルエタ           |
| 22  | DF   | スペイン | アリツ・アランバリ       |
| 23  | DF   | スペイン | アナイツ・アルビージャ   |
| 24  | MF   | スペイン | ハビ・マルティネス       |
| 29  | MF   | スペイン | アンデル・マダリアガ     |
| 31  | MF   | スペイン | アンヘル・トロンチョ     |

※括弧内の国旗はその他の保有国籍を、星印はEU圏外選手を示す。
監督
- ホセバ・エチェベリア

### ローン移籍
in
注：選手の国籍表記はFIFAの定めた代表資格ルールに基づく。
| No. | Pos. |          | 選手名                                |
| --- | ---- | -------- | ------------------------------------- |
| 1   | GK   | スペイン | アレックス・ドミンゲス (トゥールーズ) |
| 11  | FW   | スペイン | ホルヘ・パクスアル (ビジャレアル)     |

| No. | Pos. |          | 選手名                          |
| --- | ---- | -------- | ------------------------------- |
| 12  | MF   | スペイン | イヴァン・ギル (ラス・パルマス) |
| 15  | DF   | スペイン | アルナウ・コマス (バーゼル)     |

out
注：選手の国籍表記はFIFAの定めた代表資格ルールに基づく。
| No. | Pos. |            | 選手名                                   |
| --- | ---- | ---------- | ---------------------------------------- |
| --  | MF   | ベネズエラ | ホルヘ・イリアルテ (レアル・ムルシア) () |
| --  | FW   | ブルガリア | スラヴィ (ビジャレアルCF B) ()           |

| No. | Pos. |          | 選手名                          |
| --- | ---- | -------- | ------------------------------- |
| --  | FW   | スペイン | エリック・ペレス (アモレビエタ) |

## 歴代監督
- ペリコ・アロンソ 1995-1998
- ホセ・マリア・アモロルトゥ 2003-2004
- ホセ・ルイス・リベーラ 2004
- ホセ・ルイス・メンディリバル 2004-2005
- ロベルト・オラーベ 2006
- カルロス・ポウソ 2008-2009
- ホス・ウリーベ 2009
- ガイスカ・ガリターノ 2012-2015
- ホセ・ルイス・メンディリバル 2015-2021
- ガイスカ・ガリターノ 2021-2023
- ホセバ・エチェベリア 2023-

## 歴代所属選手

### GK
- マヌエル・アルムニア 2001-2002
- ゴルカ・イライソス 2004-2005
- イバン・クエジャル 2007-2008
- マルコ・ドミトロヴィッチ 2017-2021

### DF
- アグスティン・ギサソラ 1969-1971
- ミゲル・フエンテス 1986-1987
- ホセチョ 1999-2000
- イニャキ・デスカルガ 1999-2000
- アイトール・ロペス・レカルテ 2009
- パウロ・オリヴェイラ 2017-2021

### MF
| - ホセ・ディエゴ 1971-1974 - シャビ・アロンソ 2000-2001 - ホセ・バルケーロ 2001-2002 - イゴール・レディアコフ 2002-2003 - ダビド・シルバ 2004-2005 - ナチョ・インサ 2007-2009 | - ティコ 2008-2009 - ダミアン・イスモデス 2009 - デレク・ボアテング 2014-2015 - 乾貴士 2015-2018, 2019-2021 - ゴンサロ・エスカランテ 2016-2020 - ファビアン・オレジャーナ 2018-2020 |

### FW
- ホセ・エウロヒオ・ガラテ 1963-1965
- ホセバ・ジョレンテ 2000-2001
- ゴルカ・ブリト 2003-2004, 2006
- ホセバ・デル・オルモ 2007-2008
- シモーネ・ヴェルディ 2015-2016
- 武藤嘉紀 2020-2021